# 髙橋正征
髙橋 正征（たかはし まさゆき、1942年7月6日 - ）は、日本の生態学者。東京大学名誉教授、高知大学名誉教授。専門分野は、生態学、生物海洋学、地球環境科学、海洋深層水利用学。
神奈川県横須賀市生まれ。1961年神奈川県立希望ヶ丘高等学校卒業後、1965年東京教育大学理学部卒。東京教育大学理学研究科博士課程修了（植物学専攻）。1970年東京教育大学に博士論文「Physiological and ecological studies on photosynthetic sulfur bacteria in aquatic environments（水界における光合成硫黄細菌の生理生態学的研究）」を提出し理学博士を取得。現在、公益財団法人日本科学協会会長、特定非営利活動法人日本サイエンスサービス代表理事、公益社団法人日本水産資源保護協会会長などを務める。

## 人物
小学校3年生の時、担任の先生が理科への興味を見出したことをきっかけに科学研究をスタート。高校では砂丘植物の生態を研究し、第2回日本学生科学賞で優秀賞に選ばれ、日本代表として第10回National Science Fair,International（現ISEF、International Science and Engineering Fair）（1959年開催）に参加し3等賞を受賞。大学は理学部へ進学し、卒業後カナダ国立ナナイモ生物研究所、ブリティシュ・コロンビア大学海洋研究所に勤務。当時執筆した「海の生態系」の教科書『Biological Oceanographic Processes(邦訳：生物海洋学)』（Pergamon Press社、1973年）が評価され、「Biological Oceanography(生物海洋学)」という新しい研究分野の誕生につながった。
帰国後、東京大学大学院総合文化研究科教授、高知大学大学院黒潮圏海洋科学研究科教授、台湾国立中山大学教授などを歴任。
1997年に海洋深層水利用研究会（海洋深層水利用学会に発展）を創設し、第2代会長を務めた。
現在、公益財団法人日本科学協会会長、特定非営利活動法人日本サイエンスサービス代表理事、佐賀大学海洋エネルギー研究所協議会委員、公益社団法人日本水産資源保護協会会長、日本海洋学会名誉会員などを務める。また、ISEF受賞の大先輩として30年以上日本学生科学賞の中央審査会で総合委員として審査を行い、多くの若者をISEFへ送り出している。地球環境の持続性を高めるため、地下資源を海洋深層水資源に切り替えることを提案して実現化を推進。
1991年第１回生態学琵琶湖賞、1992年日本海洋学会賞、2018年TW･Dowa Outstanding contributions Award、2020年 海洋深層水利用学会賞など受賞。

## 経歴
- 1961年 神奈川県立希望ヶ丘高等学校卒業
- 1965年 東京教育大学理学部卒業
- 1967年 東京教育大学理学研究科修士課程修了（植物学専攻）
- 1970年 東京教育大学理学研究科博士課程修了（植物学専攻）東京教育大学 理学博士
- 1970年 カナダ国立ナナイモ生物研究所研究員（1972年まで）
- 1972年 ブリティシュ・コロンビア大学海洋研究所主任研究員（1977年まで）
- 1977年 筑波大学生物科学系助教授（1985年まで）
- 1985年 東京大学理学部助教授（1995年まで）
- 1990年 財団法人日本科学協会評議員（1995年まで）
- 1995年 財団法人日本科学協会理事（2012年 内閣府の公益認定を受け公益財団法人日本科学協会理事）
- 1995年 東京大学大学院総合文化研究科教授（2004年まで)
- 1999年 財団法人海洋政策研究財団評議員（2015年まで)
- 2001年 特定非営利活動法人日本サイエンスサービス代表理事
- 2004年 高知大学大学院黒潮圏海洋科学研究科教授（2008年まで)
- 2010年 海洋深層水利用学会会長（2020年まで）
- 2010年 佐賀大学付属海洋エネルギー研究センター（現研究所）協議会委員
- 2011年 台湾国立台東大学特約講座教授(2016年まで)
- 2011年 台湾国立中山大学教授（2012年まで)
- 2015年 公益財団法人笹川平和財団評議員（2018年まで)
- 2015年 公益社団法人日本水産資源保護協会会長
- 2016年 一般社団法人国際海洋資源エネルギー利活用コンソーシアム理事
- 2017年 公益財団法人海洋生物環境研究所評議員
- 2020年 公益財団法人日本科学協会会長

## おもな著作・編著・共著等
- 髙橋正征 『海にねむる資源が地球を救う』 あすなろ書房、1991年、ISBN 4-7515-1613-2
- 髙橋正征 『海にねむる資源、海洋深層水』あすなろ書房、2000年、ISBN 4-7515-1621-3
- Takahashi, M. M.『DOW: Deep ocean water as our next natural resource』Terra Scientific Publishing Co.、2000年、ISBN 4-88704-125-X
- 髙橋正征（監）吉田秀樹（著）『よくわかる海洋深層水』 コスモトゥーワン、2000年、ISBN 4-87795-005-2
- 髙橋正征『「新しい」生態学』 ビオ・シティ、2001年、ISBN 4-7972-1109-1
- 髙橋正征『「新しい」生態学から見えてきた世界』ビオ・シティ、2004年、ISBN 4-7972-1112-1
- 髙橋正征『魚の疑問50』成山堂書店、2020年、ISBN 978-4-425-98381-0

- Parsons, T. R. and M. Takahashi『Biological Oceanographic Processes』Pergamon Press, 英国、1973年（初版）ISBN 0-08-017603-8
- Parsons, T. R. and M. Takahashi（著）、市村俊英（訳）『生物海洋学』 三省堂、1974年、ASIN B000JA2EFK
- Parsons, T. R., M. Takahashi and B. Hargrave　『Biological Oceanographic Processes』Pergamon Press, 英国、1977年（第2版）ISBN 0-08-021502-5
- Parsons, T. R., M. Takahashi and B. Hargrave『Biological Oceanographic Processes』 Pergamon Press, 英国、1984年（第3版）ISBN 0-08-030765-5
- ポール・スノードン・髙橋正征『科学の英語』 ジャパンタイムズ、1984年（初版）1987年（第2版）、ISBN 4-7890-0256-X
- 髙橋正征・古谷 研・石丸 隆（監訳）『生物海洋学1．プランクトンの分布/化学組成』東海大学出版会、1996年、ISBN 4-486-01381-6
- 髙橋正征・古谷 研・石丸 隆（監訳）『生物海洋学2．粒状物質の一次生産』東海大学出版会、1996年、ISBN 4-486-01382-4
- 髙橋正征・古谷 研・石丸 隆（監訳）『生物海洋学３．動物プランクトン/生物サイクル』東海大学出版会、1996年、ISBN 4-486-01383-2
- 髙橋正征・古谷 研・石丸 隆（監訳）『生物海洋学４．ベントス』東海大学出版会、1996年、ISBN 4-486-01384-0
- 髙橋正征・古谷 研・石丸 隆（監訳）『生物海洋学５．現実問題への生物海洋学の応用/文献』東海大学出版会、1996年、ISBN 4-486-01385-9
- 髙橋正征・田口 哲（編著）『海洋植物プランクトン－その生理・生態』 月刊海洋/号外第10号、海洋出版株式会社、1996年、ISSN 0916-2011
- 髙橋正征・田口 哲（編著）『海洋植物プランクトンII－その分類・生理・生態－』月刊海洋/号外第21号、海洋出版株式会社、2000年、ISSN 0916-2011
- 髙橋正征・井関和夫.（編著）『海洋深層水－取水とその資源利用－』月刊海洋/号外第22号、海洋出版株式会社、2000年、ISSN 0916-2011
- 髙橋正征（編著）『海氷生態系―サロマ湖とオホーツク海の研究から－』月刊海洋/号外第30号、海洋出版株式会社、2002年、ISSN 0916-2011
- Takahashi, M. and S. Imawaki (eds.)『Recent Progress in Oceanography of the Western North Pacific and the World's Oceans』Journal of Oceanography, 2002年、ISSN 0916-8370
- 大島康行・浅島誠・髙橋正征・原沢英夫・松本忠夫（編）『理科年表、環境編』 丸善株式会社、2003年,ISBN 4-621-07641-8
- 伊藤慶明・髙橋正征・深見公雄（編著）『海洋深層水の多面的利用－養殖・環境修復・食品利用－』 恒星社厚生閣、2006年、ISBN 4-7699-1047-9
- 藤田大介・髙橋正征（編著）『海洋深層水利用学』成山堂書店、2006年、ISBN 4-425-88311-X
- 髙橋正征・久保田賢・飯國芳明（編・著）『黒潮圏科学の魅力－人と自然の「新しい」共生をめざして』ビオシティ、2007年、ISBN 978-4-903486-47-5
- 髙橋正征・奥田一雄(編著)『100年先の人間社会の方向～共生をめざして～』 (株)南の風社、2013年、ISBN 978-4-86202-063-5
- 西本昌司・村本哲哉・佐々城清・髙橋正征（監訳）、ターニャ・M．ヴィッカーズ（著）『科学自由研究ガイド』三省堂、2015年、ISBN 978-4-385-36411-7